# Foreigner (album)
Foreigner – debiutancki album wydany przez zespół rockowy Foreigner w 1977 roku.

## Lista utworów
| 1.  | Feels Like the First Time (Jones)                 | 3:49  |
|     |                                                   |       |
| 2.  | Cold As Ice (Gramm, Jones)                        | 3:19  |
|     |                                                   |       |
| 3.  | Starrider (Greenwood, Jones)                      | 4:01  |
|     |                                                   |       |
| 4.  | Headknocker (Gramm, Jones)                        | 2:58  |
|     |                                                   |       |
| 5.  | The Damage Is Done (Gramm, Jones)                 | 4:15  |
|     |                                                   |       |
| 6.  | Long, Long Way from Home (Gramm, Jones, McDonald) | 2:53  |
|     |                                                   |       |
| 7.  | Woman Oh Woman (Jones)                            | 3:49  |
|     |                                                   |       |
| 8.  | At War With the World (Jones)                     | 4:18  |
|     |                                                   |       |
| 9.  | Fool for You Anyway (Jones)                       | 4:15  |
|     |                                                   |       |
| 10. | I Need You (Gramm, Jones)                         | 5:09  |
|     |                                                   |       |
| 11. | Feels Like the First Time – wersja demo – (Jones) | 3:40  |
|     |                                                   |       |
| 12. | Woman Oh Woman – wersja demo – (Jones)            | 4:14  |
|     |                                                   |       |
| 13. | At War With the World – wersja demo – (Jones)     | 5:00  |
|     |                                                   |       |
| 14. | Take Me to Your Leader – wersja demo – (Jones)    | 3:40  |
|     |                                                   |       |
|     |                                                   | 55:20 |
|     |                                                   |       |

## Wykonawcy
- Dennis Elliott – bębny, wokal
- Ed Gagliardi – gitara basowa, wokal
- Lou Gramm – pierwszy wokal, perkusja
- Alan Greenwood – instrumenty klawiszowe, syntezator,
- Mick Jones – gitara, instrumenty klawiszowe, wokal
- Ian McDonald – gitara, bębny, instrumenty klawiszowe, wokal